# SoftBank 920SC
SoftBank 920SC (ソフトバンク・きゅうにいまるエスシー)は、サムスン電子によって開発された、ソフトバンクモバイルの第三世代携帯電話 (SoftBank 3G) 端末である。

## 主な機能・サービス
| 主な対応サービス         | 主な対応サービス       | 主な対応サービス     | 主な対応サービス |
| ------------------------ | ---------------------- | -------------------- | ---------------- |
| S!一斉トーク             | S!ともだち状況         | Yahoo!mocoa          |                  |
| S!ループ                 | S!タウン               | S!速報ニュース       |                  |
| PCサイトブラウザ         | 電子コミック           | S!アプリ(メガアプリ) |                  |
| 着うたフル／着うた       | アレンジメール         | S!電話帳バックアップ |                  |
| S!FeliCa                 | S!ミュージックコネクト | S!GPSナビ            |                  |
| コンテンツおすすめメール | TVコール               | 国際ローミング       |                  |
| ワンセグ                 | 3G ハイスピード        | S!おなじみ操作       |                  |

## 特徴
PHOTOS（フォトス）のペットネームを持ち、宣伝では「これはソフトバンクのカメラです」と銘打たれた。
有効画素数500万画素の高繊細イメージセンサを採用し、カメラ付きケータイとしては珍しいキセノンフラッシュ搭載、光学3倍ズーム搭載、豊富な撮影モードなどその名の通りカメラ機能にこだわった端末となっている。この端末以降、ソフトバンク端末で光学ズームを搭載したカメラ機能にこだわった端末は、出ていない。
ACアダプタやパソコンとの接続ケーブルを接続する外部接続端子はソフトバンク共通タイプではなく独自規格である。これまでもサムスン製端末はACアダプタ端子に独自の形状を採用してきたが、920SCでは従来のサムスン製端末に採用された端子とも違う端子を採用している。同じサムスン製端末から乗り換える際にもケーブルの使い回しが利かないので注意が必要である。またこれ以降に発売された820SC/821SCは920SCと同じタイプの端子を採用している。＊を押しながら電源を入れると端末のバージョンを確認することができる。